# Candeal (Salvador)
O Candeal é um bairro brasileiro localizado na cidade de Salvador, na Bahia. É vizinho dos bairros Itaigara, Brotas, Pituba, Santa Cruz e Rio Vermelho.

## História
O bairro do Candeal pode ser dividido em duas partes: O Candeal Pequeno, habitado por famílias de baixo poder aquisitivo, e o Candeal Grande, área nóbre da capital baiana, que concentra grandes prédios de classe média e alta, além de condomínios de casas de alto padrão. O Candeal pequeno tornou-se conhecido nacionalmente através das intervenções promovidas pelo músico Carlinhos Brown, que trouxe para o bairro os ensaios do bloco Timbalada, além de projetos sociais como a Escola de Música Pracatum e o projeto Tá Rebocada. O Candeal grande, localizado na região nobre da capital baiana, fica as margens da Av. Juracy Magalhães Junior, formado pelos loteamentos Cidade Jardim e Santa Maria do Candeal, ambos remanescentes da Chácara Santa Maria, foi formado um bairro novo caracterizado por prédios de classe média e alta, além de condomínios de casas de alto padrão, predominantemente residencial, possui praças e modernos edifícios, o Candeal Grande conta com Centro Médico, Posto de Combustível, Farmácias, Barzinho, Pizzaria, etc. O bairro tem como sua via principal de acesso a Av. Juracy Magalhães Junior, onde estão alguns empreendimentos e cuja paisagem, nesse trecho da avenida no bairro, é predominada por prédios.[carece de fontes?]

## Demografia
Foi listado como um dos bairros menos perigosos de Salvador, segundo dados do Instituto Brasileiro de Geografia e Estatística (IBGE) e da Secretaria de Segurança Pública (SSP) divulgados no mapa da violência de bairro em bairro pelo jornal Correio em 2012. Ficou entre os bairros mais tranquilos em consequência da taxa de homicídios para cada cem mil habitantes por ano (com referência da ONU) ter alcançado o segundo nível mais baixo, o "1-30", sendo um dos melhores bairros na lista.